# Криворізький міський театр ляльок
Криворізький міський театр ляльок — міський театр ляльок у місті Кривому Розі. Заснований у 1977 році.

## Історія
Театр ляльок у Кривому Розі було створено в червні 1977 року. Першим директором театру був А. Артюшкін, першим головним режисером — П. Линьов . Театр відкривався виставою «Чарівний фургон» за п'єсою В. Орлова.
За постановку вистави «Кот в сапогах» Криворізький театр ляльок у 1981 році був удостоєний Диплому Міністерства культури УРСР, ЦК ЛКСМУ та Українського театрального товариства. А 1983 року спектакль «Главное желание» за п'єсою П. Висоцького було відмічено Дипломом республіканського огляду дитячих театрів. Театр має цікавий і різнорідний репертуар — популярними є постановки за п'єсами П. Висоцького «Победители», В. Орлова «Волшебный фургон», П. Мартиросяна «Песня гномика» С. Прокоф'євої та Г. Сапгіра «Кот в сапогах», В. Цинебулка «Остров осуществленных желаний» та інші. Вистави театру відбуваються російською та українською мовами.
Криворізький міський театр ляльок вільний у виборі форм роботи із глядачами — крім репертуарного показу вистав, це і організація та проведення на місці різноманітних заходів, як то конкурсів для дітей, спеціальних зустрічей, так і виїзні виступи творчого колективу, а також участь у різних фестивалях, оглядах, гастролях тощо. За 36 років театр побував майже у всіх областях України, а також в Росії, Білорусі, Молдові, Казахстані, в Північній Осетії.

## Виноски
1. ↑  Театральне мистецтво у Дніпропетровській області [Архівовано 2015-07-12 у Wayback Machine.] на Офіційний вебсайт [Архівовано 2009-12-29 у Wayback Machine.] Мінкульту України